# Изгарящ огън
Изгарящ огън (на испански: Fuego ardiente) е мексиканска теленовела, режисирана от Лили Гарса, Карина Дупрес и Хорхе Роблес и продуцирана от Карлос Морено Лагийо за Телевиса през 2021 г. Това е оригинална история, създадена от Марта Карийо и Кристина Гарсия.
В главните роли са Мариана Торес, Карлос Феро, Клаудия Рамирес и Хосе Мария де Тавира, а в отрицателните – Клаудия Мартин, Фернандо Шангероти и Куно Бекер. Специално участие вземат Йоланда Вентура, Лаура Флорес, Артуро Пениче и първата актриса Сокоро Бония.

## Сюжет
Данте и сестра му Ирене Ферер са собственици на „Олейко“, една от най-важните и популярни компании за зехтин в Северно Мексико. Данте научава, че страда от амиотрофична латерална склероза. Той решава да събере цялото си семейство, тъй като скоро ще напусне земния свят, изпитва необходимост да реши проблемите си в бизнеса, за да може да живее със семейството си толкова, колкото му остава, под претекст, че пуска нова линия зехтин. Когато Ферер се срещат отново, се заражда забранената любов между Алекса и Габриел, които се срещат за първия път в асансьор по време на земетресение. И двамата откриват, че зад семейния бизнес с производство на зехтин се крие незаконната дейност по фалшифициране на банкноти и пране на пари. Алекса е омъжена за Хоакин Ферер, а Габриел е женен за Мартина Ферер. Хоакин е ръководител на незаконния бизнес за пране на пари, а Габриел всъщност издирва изчезналия си брат, подозирайки, че Ферер стоят зад изчезването му. Не всички Ферер са еднакви, Ирене не е като останалата част от семейството си, тя е благородна жена, която се бори за своята физическа и емоционална независимост, но нарушава традициите, като се влюбва в морския биолог Фернандо, мъж по-млад от нея.

## Актьори
- Мариана Торес – Алекса Гамба
- Клаудия Рамирес – Ирене Ферер
- Карлос Феро – Габриел Монтемайор
- Хосе Мария де Тавира – Фернандо Алкосер
- Клаудия Мартин – Мартина Ферер Уркиди
- Куно Бекер – Хоакин Ферер
- Артуро Пениче – Алфонсо Хуарес
- Лаура Флорес – Лаура Уркиди
- Йоланда Вентура – Пилар Ортис де Ферер
- Фернандо Шангероти – Данте Ферер
- Луис Гатика – Николас
- Хауме Матео – Родриго Ферер
- Барбара Ислас – Арасели
- Дайрен Чавес – Сесилия
- Агустин Арана – Абел
- Сокоро Бония – Сокоро
- Хосе Елиас Морено – Отец Матео
- Одисео Бичир – Ериберто
- Мая Рикоте – Катя
- Себастиан Поса – Адриано Ферер
- Кандела Маркес – Тамара
- Крис Паскал – Давид Арана
- Карлос Спейцер – Балдомеро
- Кристиан Рамос – Томас
- Андреа Фатима – Моралес
- Луис Хосе Севиля – Негрете
- Даниел Мартинес Кампос – Херардо
- Хорхе Кабайеро – Солис
- Лус Едит Рохас – Каридад
- Кармен Делгадо – Марсела
- Хуан Луис Ариас – Чапаро
- Медин Вияторо – Хуан
- Саид Сандовал – Китаеца
- Лео Каста – Рамиро
- Миранда Кай – Кармен

## Премиера
Премиерата на Изгарящ огън е на 8 февруари 2021 г. по Las Estrellas. Последният 85. епизод е излъчен на 4 юни 2021 г.

## Продукция
Теленовелата е представена на 15 октомври 2020 г. по време на представянето на телевизионния сезон 2020 – 21 на Телевиса. Същият ден Фернандо Шангероти, Йоланда Вентура, Артуро Пениче и Лаура Флорес са първите потвърдени актьори от актьорския състав, отбелязва се и завръщането в Телевиса на продуцента Карлос Морено Лагийо, след като последно продуцира за компанията теленовелата И утре ще бъде друг ден през 2018 г. На 27 октомври 2020 г. Клаудия Мартин, Мариана Торес, Карлос Феро, Хосе Мария де Тавира и Клаудия Рамирес са потвърдени като действащи лица на продукцията, както и завръщането към теленовелите на Куно Бекер. Записите на теленовелата, която е оригинална история от Марта Карийо и Кристина Гарсия, започват на 23 ноември 2020 г., като от самото начало е планирана за 97 едночасови епизода, а след това е увеличена на 102 епизода и накрая, поради поради ниския процент на аудиторията - заедно с ниското приемане от зрителя - теленовелата е съкратена на 85 епизода. Записите на теленовелата приключват на 19 май 2021 г.

## Прием
| Година | Излъчване                    | Брой епизоди | Премиера        | Премиера         | Финал      | Финал            |
| Година | Излъчване                    | Брой епизоди | Дата            | Зрители (в млн.) | Дата       | Зрители (в млн.) |
| ------ | ---------------------------- | ------------ | --------------- | ---------------- | ---------- | ---------------- |
| 2021   | понеделник-петък 18:30-19:30 | 85           | 8 февруари 2021 | 2,5              | 4 юни 2021 | 3,1              |